# Fratello Metallo
Fratello Metallo, pseudonimo di Cesare Bonizzi (Offanengo, 5 aprile 1946 – Bergamo, 19 novembre 2024), è stato un francescano e cantautore italiano.
È noto anche con i nomi Frate Cesare, Frate Rock o Frate Metal. È stato frate francescano dell'Ordine dei Frati Minori Cappuccini, che negli ultimi anni è diventato famoso per la sua passione per la musica heavy metal.
(International Herald Tribune)

## Biografia
Nato ad Offanengo, a partire dai 18 anni Cesare lavora come operaio, poi come agente di commercio, fino a scoprire la vocazione, entrando in convento a 29 anni, nel 1975. Va in missione in Costa d'Avorio, e successivamente rientra in Italia dove si fa ordinare sacerdote nel 1983. Inizia ad assistere spiritualmente i tranvieri dell'Atm di Milano, e scopre la sua passione per la musica, iniziando a comporre e a cantare, ad esempio La danza del tram dedicata proprio ai suoi amici tranvieri.
Dal 1990 ha deciso di utilizzare le sue canzoni come mezzo di comunicazione, come mezzo di predicazione e preghiera e per esprimere contenuti e valori della religione cattolica, sempre avendo il benestare dei suoi diretti superiori, a cui deve obbedienza. Nello stesso anno, dopo aver visto un concerto dei Metallica, diventa un appassionato di heavy metal.
Frate Metallo ha anche partecipato con un intervento al Gods of Metal del 1999 a Milano, al Gods of Metal del 2005 a Bologna come ospite e al Gods of Metal del 2006 di Milano e 2008 di Bologna.
Persino il quotidiano spagnolo El Mundo si è interessato a lui.
Ha composto 16 dischi, dalla musica rock alla new age, fino allo stile Metal, o come lui stesso lo definisce, metrock, uscito nel luglio 2008. 
Il 15 novembre 2009 al TG1, è andato in onda un servizio in cui Frate Cesare Bonizzi annuncia il suo cambiamento di genere: dal Metal alla musica classica. Le sue ultime apparizioni risalgono al 2009, con le esibizioni all'Agglutination Festival a Sant'Arcangelo e al Gods of Metal a Monza.
Nel novembre 2009 ha annunciato il suo ritiro dal mondo della musica, per il motivo che "il diavolo lo ha fatto diventare troppo celebre per i suoi gusti, seminando zizzania tra lui e il suo staff".
Proprio per questo motivo, dell'ultimo album (Puntine Metalliche) è uscito solo il singolo V'AFFAnnate, visibile su YouTube.
È morto nel Convento dei Frati Minori Cappuccini di Bergamo.

## Film documentario
Nel 2011 è stato protagonista del documentario Frate Cappuccino, 65 anni.. Metallaro. diretto da Nicola Selenu incentrato sulla vita di Frate Cesare e la sua esperienza nel mondo della musica.

## Discografia

### Discografia come Frate Cesare
- Come fiamma (1990)
- Assisi oggi
- Primi passi (2000)
- Straordinariamente ovvio
- Maria eD"IO"
- Francesco come noi
- Eucredo (1990)
- Droghe (2002)
- Vie Crucis (2007)
- Il LA cristiano (2008)

### Discografia come Fratello Metallo
- Misteri (2008)
- Puntine metalliche